# Kniphofia reynoldsii
Kniphofia reynoldsii är en grästrädsväxtart som beskrevs av Leslie Edward Wastell Codd. Kniphofia reynoldsii ingår i Fackelliljesläktet som ingår i familjen grästrädsväxter. Inga underarter finns listade i Catalogue of Life.